# Малакастра (округ)
Малакастра (алб. Rethi i Mallakastrës) — один з 36 округів Албанії, розташований в центральній частині країни.

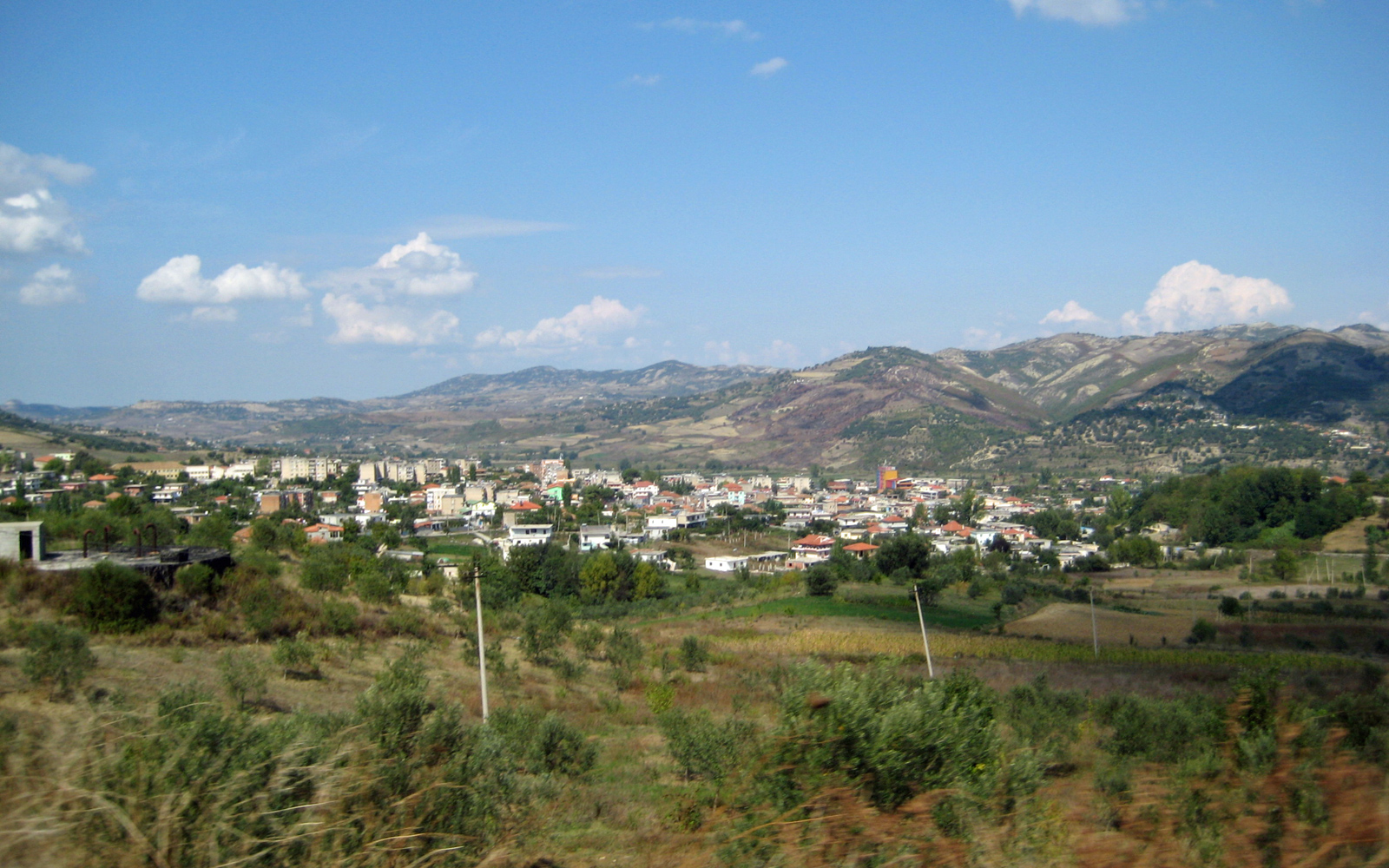
Місто Балш і пагорби округу Малакастра

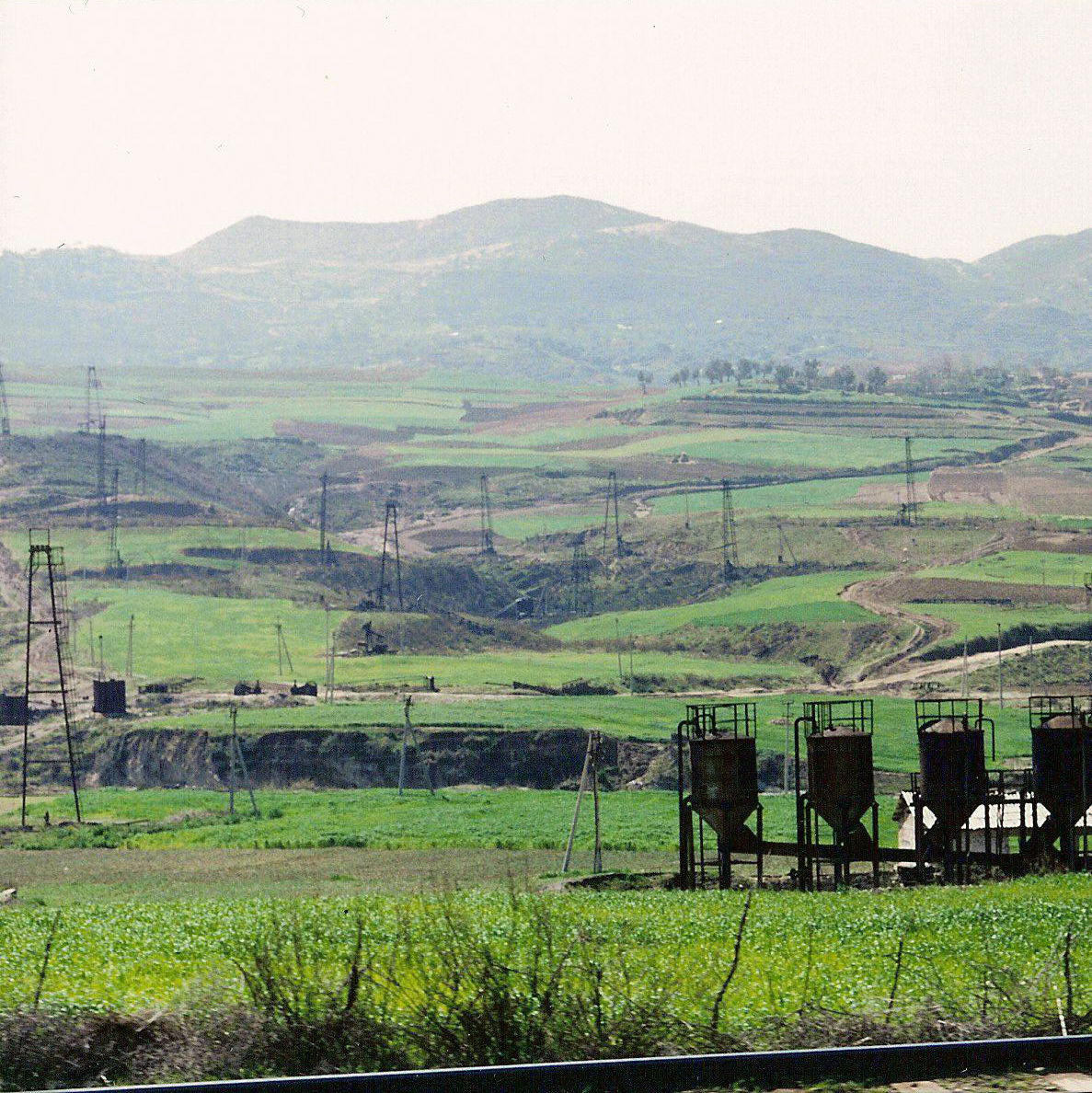
Місцевість в районі нафтовидобутку

Округ займає територію 325 км² і відноситься до області Фієр. Адміністративний центр — місто Баллш.
Населення — переважно мусульмани, з них половина — бекташи.

## Географічне положення
Область Малокастра, що дала ім'я округу, примикає на південь до долини Мюзеке (Музака) горбистій місцевості між містами Берат і Вльора. Найвища точка — Maja e Shëndëllise (712 м). На захід і північ пагорби поступово переходять у рівнину. Південний кордон округи утворює широка долина річки Вьоса, а на півночі пагорби змінює долина Мюзеке.

## Економіка і промисловість
Малакастра є центром нафтовидобувної промисловості Албанії. Це негативно впливає на зовнішній вигляд і навколишнє середовище округу. В Балші розташований нафтопереробний завод.

## Транспорт
Округ розташований на південь від міста Фієр на важливій транспортній магістралі, що сполучає міста Балші, Тепелена, Гірокастра і провідну до кордону з Грецією. В Баллш закінчується залізнична гілка Фієр-Балші.

## Пам'ятки
Округ має багату історію. В Баллш знаходиться ранньохристиянська церква. Декількома кілометрами південніше знаходяться руїни стародавнього іллірійського міста Byllis.

## Адміністративний поділ
Територіально округ розділений на місто Баллш і 8 громад: Aranitas, Fratar, Greshica, Hekal, Kuta, Ngraçan, Qendër (Dukas), Selita.